# Dějiny Lotyšska
Dějiny Lotyšska započaly v době osídlení území, na kterém se dnes Lotyšsko rozkládá, po konci poslední doby ledové kolem roku 9000 př. n. l. Během 2. tisíciletí př. n. l. se v oblasti objevili Baltové, kteří do konce 1. tisíciletí vytvořili v Lotyšsku čtyři kmenové celky. Hlavní lotyšská řeka Daugava představovala významnou spojnici na cestě přes Rusko do jižní Evropy a na Střední východ, čehož využívali Vikingové a později i kupci ze severských států a Německa.
V době raného středověku se zdejší obyvatelé postavili christianizaci a stali se cílem severských křížových výprav. Dnešní lotyšské hlavní město Riga, které bylo založeno roku 1201 německými kolonisty v ústí řeky Daugavy, se stalo strategickou základnou při dobývání okolního území Livonským řádem. Postupně z ní vyrostlo první velké město v jižním Baltu a po roce 1282 i důležité obchodní centrum Hanzy. Od 16. století se německou dominanci v oblasti snažily narušit okolní velmoci.

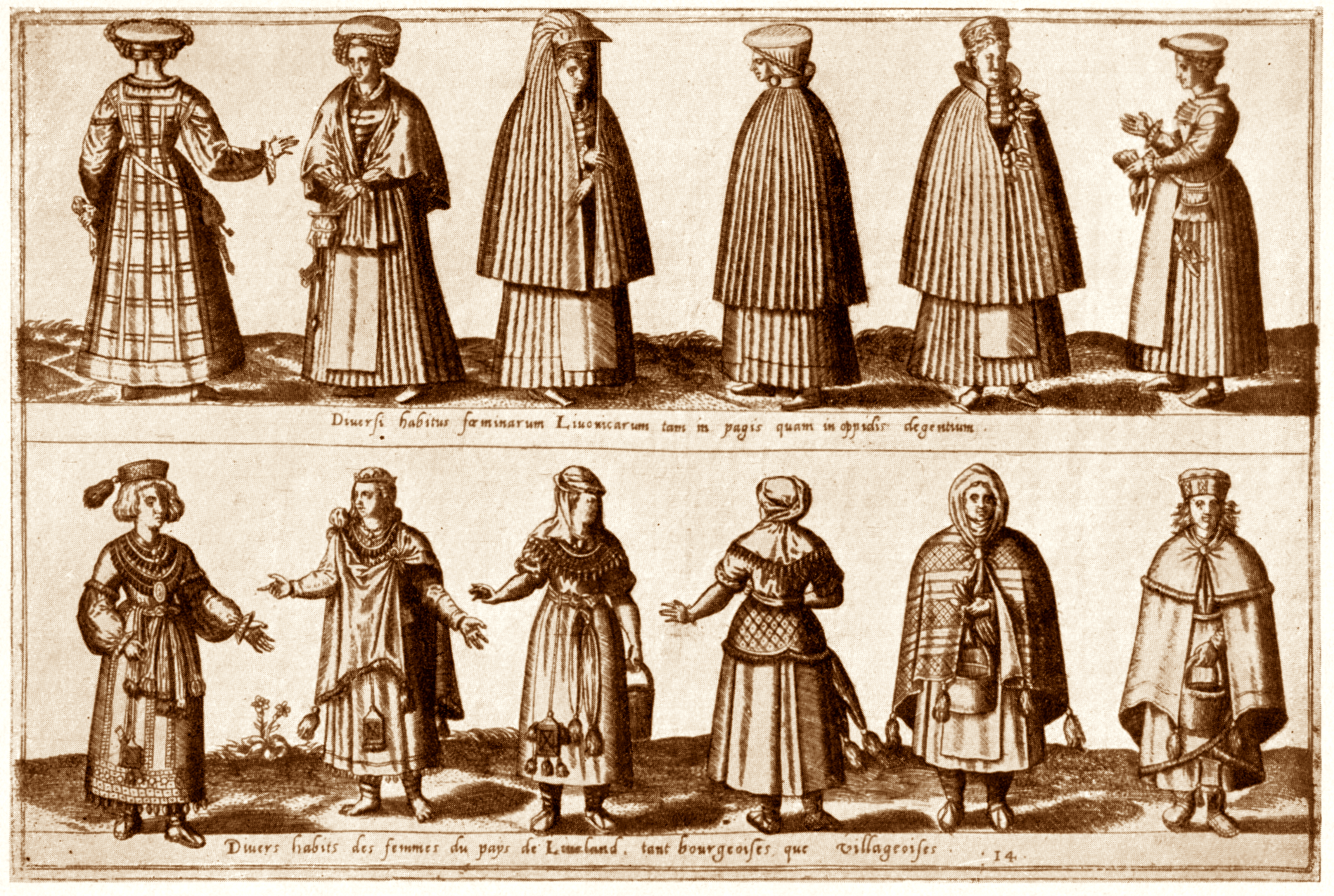
Oblečení ve Livonsku (historické části Lotyšska) v 16. století

Důsledkem strategické pozice a prosperujícího města se lotyšská území stala ohniskem častých konfliktů mezi několika velmocemi – Pruskem (později Německem), Polskem, Švédskem a Ruskem. Nejdelší období nadvlády cizí mocnosti začalo po Velké severní válce, kdy se Švédsko vzdalo svých baltských území ve prospěch Ruska. Za ruského panování bylo Lotyšsko v popředí industrializace a odbourávání nevolnických rysů společnosti, takže ke konci 19. století představovalo jednu z nejvíce rozvinutých částí Ruského impéria. Rostoucí sociální problémy a vzrůstající nespokojenost se odrazily během revoluce roku 1905, kdy Riga hrála mezi dalšími ruskými oblastmi čelní roli.
Vznikající smysl pro národní identitu od 50. let 19. století podnítil vytvoření nezávislého lotyšského státu na konci první světové války, jenž byl po dvou letech bojů v Lotyšské osvobozenecké válce roku 1920 uznán jak bolševickým Ruskem, tak mezinárodním společenstvím o rok později. Po dvou desetiletích existence lotyšského státu byla však jeho suverenita narušena a na základě sovětsko–německého paktu Molotov–Ribbentrop lotyšské území obsadily jednotky sovětské Rudé armády. Po německé invazi do Sovětského svazu se Lotyšsko načas ocitlo pod německou kontrolou, dokud nebylo ke konci války Sověty dobyto nazpět.
Od poloviny 40. let 20. století byla země pod sovětskou politickou a ekonomickou kontrolou a její obyvatelstvo postiženo silnou rusifikační politikou. Přesto se lotyšská kultura zachovala a ke konci éry Sovětského svazu se Lotyšům opět podařilo v srpnu roku 1991 získat nezávislost. Od obnovení nezávislosti se Lotyšsko stalo členem OSN, vstoupilo do NATO a roku 2004 se připojilo k Evropské unii.

## První světová válka

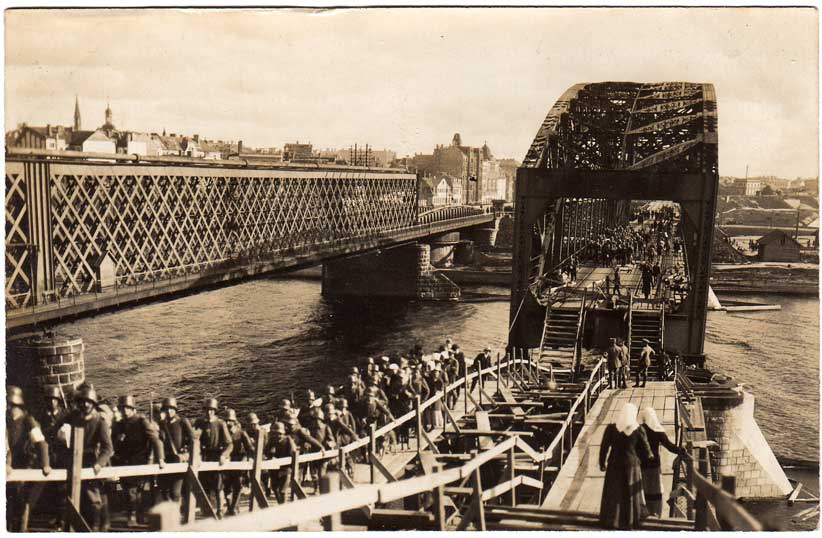
Německé jednotky okupují Rigu

1. srpna 1914 Německo vyhlásilo válku Rusku. Protože Kurlandská gubernie měla s Německem přímou hranici, zasáhla ji válka okamžitě. Již 2. srpna německé válečné lodě Augsburg a Magdeburg ostřelovaly přístavní město Liepāja. 19. srpna se německé námořnictvo pokusilo dobýt užavský maják, a když neuspělo, zničilo ho dělostřeleckou palbou. 17. listopadu německé námořnictvo znovu ostřelovalo Liepāju. Mnoho Lotyšů pak sloužilo v ruských jednotkách, které provedly invazi do východního Pruska. Zúčastnili se prvních bitev – u Mazurských jezer a o Augustow. Celkové lotyšské ztráty během těchto bitev dosáhly 25 000 mrtvých.
V květnu provedli Němci protiofenzivu a zabrali většinu Lotyšska. 29. června ruské nejvyšší velení nařídilo evakuaci celé Kurlandské gubernie. 500 000 Lotyšů uprchlo na východ. Velká část potravin a domů byla armádou zničena, aby nepadly do německých rukou. Někteří uprchlíci se usadili ve Vidzeme (Livonsku), ale většina pokračovala do Ruska, kde se museli usadit v primitivních podmínkách. Trpěli hladem a nemocemi. V srpnu 1915 byl v Petrohradě zřízen Ústřední výbor pro pomoc uprchlíkům z Lotyšska, který vedli budoucí významní lotyšští politici Vilis Olavs, Jānis Čakste a Arveds Bergs. Výbor organizoval uprchlické tábory, zřídil také 54 škol a 25 nemocnic. (Mnoho z těchto uprchlíků se vrátilo do Lotyšska po roce 1920, část však v Rusku zůstala a v novém bolševickém státě nezřídka dosáhla vysokých armádních a stranických postů. Stali se jedním z hlavních terčů Stalinových čistek v letech 1937–1938, většina byla popravena).
19. července 1915 ruský ministr války nařídil evakuaci továren v Rize i s dělníky. Stroje i dělníci odjeli ve 30 000 železničních vagónech, což snížilo počet obyvatel v Rize přibližně o 50 %. Stroje už se nevrátily a tato akce tak nadlouho zničila Rigu jako velké průmyslové centrum (průmysl se vrátil až se sovětskou industrializací v 50. letech).
1. srpna Němci získali hlavní město Jelgavu. O týden později začala bitva u Rižského zálivu, Německo ji nakonec prohrálo. Poté, co 17. a 18. července 1915 Němci dobyli Dobele, Talsi, Tukums a Ventspils, lotyšští členové Státní dumy vydali prohlášení, sepsané básníkem Kārlisem Skalbem, jež požadovalo vytvoření dobrovolnických lotyšských jednotek. Formace těchto tzv. lotyšských střelců, jichž bylo okolo 40 000, začala v srpnu a v letech 1915 až 1917 bojovali proti Němcům v obranných pozicích podél řeky Daugava a u ostrova Nāves sala. V prosinci 1916 a lednu 1917 utrpěli těžké ztráty. Mnoho z nich bylo později pohřbeno na nově vytvořeném Hřbitově bratrů v Rize.
V roce 1915 se frontová linie stabilizovala právě podél řeky Daugavy, což bylo pro lotyšské území tragické, neboť fronta zde zůstala až do začátku roku 1917, kdy začala ruská armáda kolabovat. V únoru 1917 vypukla v Rusku revoluce a v létě se ruská armáda zhroutila, mj. kvůli tomu, že Lotyšští střelci se přidali k bolševikům žádajícím konec války. Následující německá ofenzíva tak byla úspěšná a 3. září 1917 vstoupili Němci do Rigy.
V listopadu 1917 proběhla v Rusku další revoluce a moc převzali bolševici. Prvním velitelem Rudé armády se stal Lotyš Jukums Vācietis, nicméně bolševická vláda v březnu 1918 podepsala brestlitevskou mírovou smlouvu, která Němcům dala Kurlandsko i Livonsko. Válka tím pro Lotyše skončila. Bilance byla děsivá. Počet obyvatel klesl z 2,55 milionu na 1,59 milionu. Lotyšsko nedosáhlo počtu obyvatel z roku 1914 už nikdy (v současnosti na jeho území žijí necelé 2 miliony lidí). Bylo zničeno 87 700 budov a 27 % orné půdy. Průmysl byl v troskách.
Němci rychle zavedli okupační režim, který trval do 11. listopadu 1918. Během této doby se neúspěšně snažili vytvořit Spojené baltské vévodství, které by podléhalo pruskému trůnu.

## Vyhlášení nezávislosti

Vlajka Iskolatské republiky
Poměr stran: 1:2

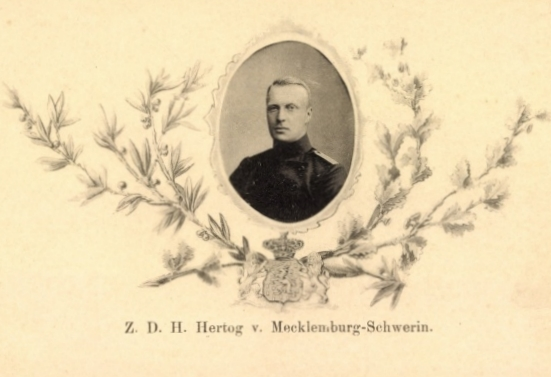
Němci sázeli na Adolfa Friedricha Meklenburského

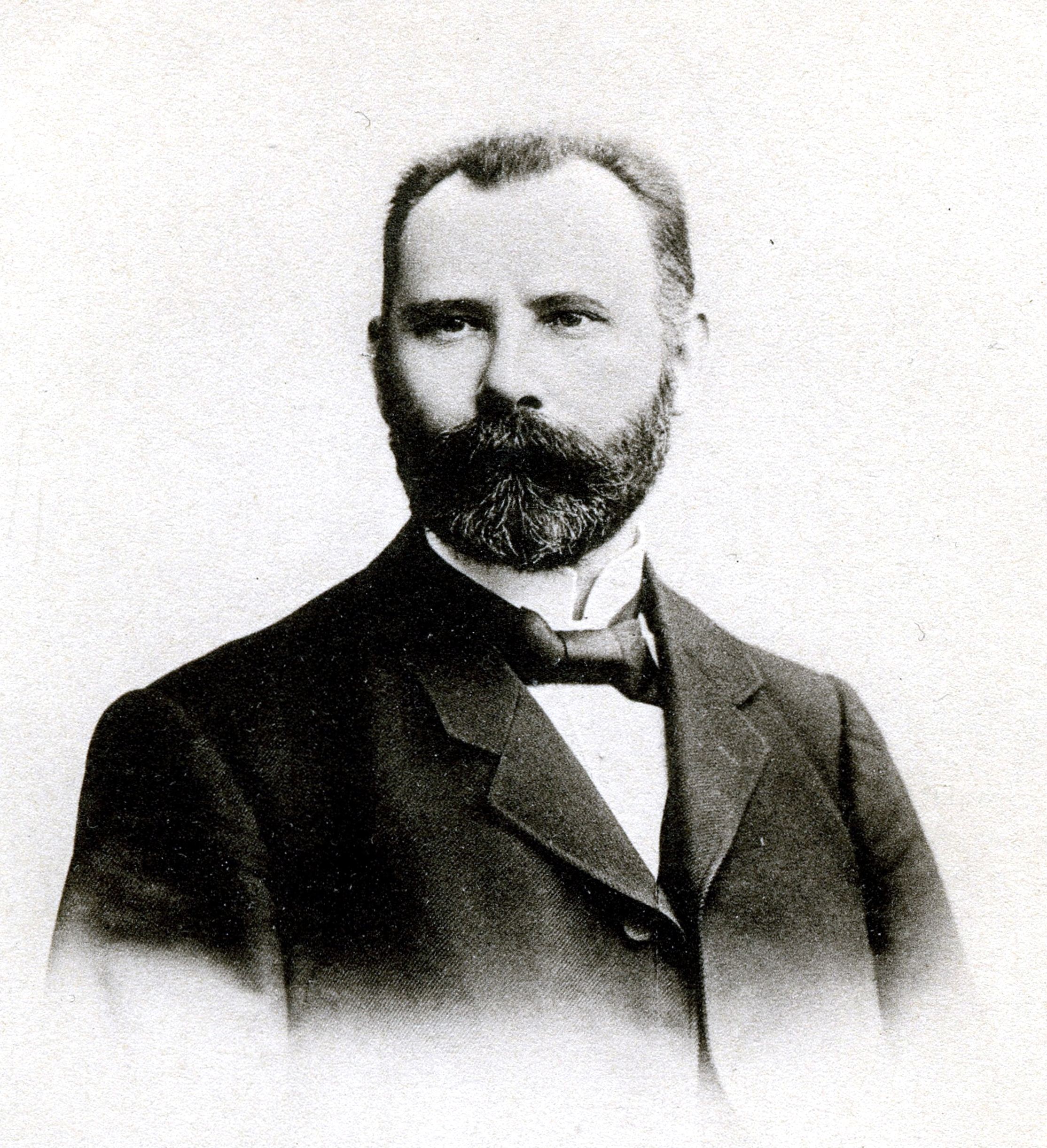
Do čela Lidové rady se roku 1918 postavil Jānis Čakste

Situace v Lotyšsku na a po konci války byla mimořádně chaotická. Na státoprávním uspořádání pracovalo několik center. Důležité byly tzv. prozatímní pozemkové rady. Nejdůležitější vznikly ve Vidzeme a Kurzeme. Předpokládaly, že Lotyšsko zůstane součástí Ruska. Liberalismus prozatímní vlády (jež nastoupila v Rusku po Únorové revoluci) budil v Lotyších sympatie a dával naději na zisk autonomie uvnitř Ruska. Oficiálně o ní požádaly lotyšské organizace na kongresu v Rize 12. srpna 1917.
Na okupovaných územích Němci plánovali vytvoření provincií, které by se připojily k Německému císařství. To se však nelíbilo místnímu obyvatelstvu, které žádalo sjednocení území, kde žijí Lotyši, nepřálo si, aby část Lotyšů žila v Německu a část v Rusku.
Další centrum založili levicoví sociální demokraté pod názvem Iskolat. Tato skupina začala spolupracovat s ruskými bolševiky. 3. září 1917 Iskolat vstoupil do Vidzeme a převzal vládu. Vyhlásil tzv. Iskolatskou republiku. Existovala od 21. listopadu 1917 do 3. března 1918. Zničil ji německý vojenský úder.
3. září 1917 vytvořila lotyšská sociálnědemokratická strana spolu s Lotyšskou zemědělskou unií a některými menšími republikánskými a socialistickými stranami Demokratický blok (v Rize, již tehdy okupovali Němci). Lotyšští sociální demokraté využili své staré kontakty s německými sociálními demokraty k přímému lobování v Berlíně. 19. října 1918 představitelé Demokratického bloku předali petici německému císařskému kancléři princi Maximiliánovi z Badenu, ve které žádali ukončení okupace, propuštění zajatců a uznání nezávislého lotyšského státu.
Souběžně pracovala ještě jiná skupina v Petrohradě. Tvořily je středové strany. 29. listopadu 1917 ve Valce založily Lotyšskou prozatímní národní radu, která se prohlásila za jediný reprezentativní orgán Lotyšů. Rada žádala sjednocení všech území obývaných Lotyši a autonomii. Rada, kterou vedl Voldemārs Zāmuēls, vyslala budoucí ministryní zahraničních věcí Zigfrīds Annu Meierovicsovou, aby jednala se státy Dohody. Dobrého přijetí se jí dostalo zvláště v Londýně.
Situace se ale rychle vyvíjela. Na svém druhém zasedání, které se konalo v Petrohradě, lotyšská národní rada 30. ledna 1918 vyhlásila, že jejím cílem je vytvoření nezávislého Lotyšska tvořeného oblastmi Kurzeme (včetně Zemgale), Vidzeme a Latgale. 3. března 1918 sovětské Rusko podepsalo Brestlitevský mír, jímž se Rusko vzdalo Kurzeme a Vidzeme (ale nikoli Latgale). Národní rada protestovala proti rozdělení lotyšských zemí a anexi Německem. 11. listopadu 1918 Britské impérium uznalo lotyšskou národní radu jako faktickou vládu, čímž splnilo svůj slib daný Meierovicsové. Problém byl, že sociální demokraté a Demokratický blok se k národní radě odmítali připojit a snažili se vytvořit nějaké uspořádání po vlastní linii. 5. listopadu Němci vyhlásili Spojené baltské vévodství v čele s vévodou Adolfem Friedrichem z Meklenburska, ale tento projekt (stejně jako podobné Litevské království) se zhroutil spolu s pádem Německé říše 9. listopadu a příměřím, jež podepsalo 11. listopadu.
Lotyšsko se ocitlo v unikátní historické situaci: Rusko se ho oficiálně zřeklo a Německo se právě zhroutilo. Nadšení pro samostatný stát se rozšířilo do všech skupin a přiměl je se konečně sjednotit. 17. listopadu 1918 tak vznikla jednotná Lidová rada (Tautas padome), která sjednotila sociální demokraty, Demokratický blok a Národní radu. Předsedou se stal pozdější první prezident Lotyšska Jānis Čakste. Lidová rada druhý den, 18. listopadu 1918, vyhlásila Lotyšskou republiku a zformovala prozatímní vládu. Prvním premiérem byl Kārlis Ulmanis. 26. listopadu 1918 ji uznalo Německo, byť místní Němci vytvořili se zbývajícími jednotkami německého císařství Zeměbranu (Baltische Landeswehr), která se postavila proti nově vzniklému státu. Bolševické Rusko neuznalo nový stát vůbec. Několik dní po vyhlášení nezávislosti zahájilo vojenskou intervenci do Pobaltí s cílem toto území připojit k sovětskému Rusku. V Lotyšsku se mohlo opřít o Iskolat (levicové sociální demokraty), který 19. listopadu 1918 vyhlásil, že Lotyšsko se stává součástí Ruské sovětské federace. Do čela bolševické lotyšské vlády se postavil právník Pēteris Stučka. Tím začala Lotyšská osvobozenecká válka.

## Osvobozenecká válka

Lotyšská, estonská a polská protiofenziva v závěru Lotyšské osvobozenecké války

Nově zformovaný lotyšský stát neměl vybudovanou armádu, takže se od počátku ruské invaze ocitl pod obrovským tlakem. Lotyšské jednotky musely ustoupit až k Liepāje. Lotyši se v nastalé situaci spojili s dříve nepřátelskou německou Zeměbranou, čímž alespoň zastavili ruský postup. V březnu spojenecká armáda Lotyšů a Němců přešla do protiútoku a postoupila až k městu Saldus. Rudá armáda navíc začala mít výrazné problémy se svou lotyšskou částí, neboť rudým Lotyšům se nelíbilo bojovat proti vlastním lidem.
Postupu spojených lotyšsko-německých vojsk využila německá šlechta a provedla v Liepāje puč. Převzala moc a členové svržené lotyšské prozatímní vlády se zachránili útěkem na parníku Saratow. Nová vláda ale nezískala podporu žádného evropského státu ani místního obyvatelstva. Dokázala však vyvolat takové nepřátelství mezi Lotyši a Němci, že rozbila spojenectví Zeměbrany a jednotek lotyšské vlády. Německá Zeměbrana v květnu 1919 dokonce obsadila Rigu. V této chvíli Lotyšsko požádalo o pomoc Estonsko. Estonská vláda odpověděla vysláním 3. divize pod velením generála Ernsta Põddera. Němci mezitím dorazili k městu Cēsis na severu Lotyšska. Zde došlo k jedné z největších a nejdůležitějších bitev jak Lotyšské, tak i Estonské osvobozenecké války, která vešla do dějin jako bitva o Cēsis. Spojenecká vojska Lotyšska a Estonska dokázala porazit německou Zeměbranu, která utrpěla obrovské ztráty. Debakl u Cēsis donutil Němce podepsat klid zbraní a předat Rigu do lotyšských rukou.
Zbytky Zeměbrany se začlenily do Západoruské dobrovolnické armády, kterou vedl kozácký vůdce Pavel Bermondt-Avalov, a jež byla součástí armád bělogvardějců. Ti sice měli bojovat primárně proti bolševikům, ale protože drtivou většinu západoruské armády tvořili Němci, začal Bermondt-Avalov sledovat spíše německé zájmy. V říjnu se tudíž pokusil dobýt znovu Rigu. Neuspěl však a zanedlouho čelil protiútoku lotyšsko-estonských sil, který byl navíc podporován britským námořnictvem. V listopadu byla Lotyši osvobozena Riga a západoruská armáda byla definitivně rozprášena u Radviliškis v Litvě. Její zbytky byly evakuovány do Německa.
Po zažehnání hrozby ze strany Němců se pozornost Lotyšů upřela na východ země, který byl pod kontrolou bolševiků. Lotyši našli velice významné spojence v Polácích. Nově vzniklá Druhá Polská republika už od počátku své existence bojovala se sovětským Ruskem o území mezi Vilniusem a Lvovem. Spojené vojsko Poláků a Lotyšů se postavilo bolševické armádě v bitvě u Daugavpilsu, kde dosáhli drtivého vítězství. Rusko bylo nuceno požádat o klid zbraní a stáhlo se z území Lotyšska.
V červnu byl podepsán mír s Německem a 11. srpna 1920 oficiálně válka skončila s Ruskem Rižským mírem. V jeho 11. části se Rusko dokonce zavazovalo platit lotyšskému státu válečné reparace. To dobře ilustruje, jak drtivá ruská prohra byla.

## Parlamentní éra (1920–1934)
V dubnu 1920 se konaly první svobodné volby a lotyšský parlament se poprvé sešel 1. května 1920. Prvních voleb se zúčastnilo téměř 85 % oprávněných voličů a bylo zvoleno 16 stran. Nejvíce uspěla sociální demokracie, která získala ve 150členném parlamentu zvaném Saeima 57 mandátů. Druzí skončili agrárníci (Farmářská unie), třetí Latgalská zemědělská strana (Latgalští agrárníci kandidovali samostatně, protože toto území bylo katolické, zatímco zbytek Lotyšska luteránský). Sociální demokraté ale vládu nesestavili, nestáli o to. Získali pouze post předsedy parlamentu. Tento model fungoval i po dalších volbách až do roku 1934 – vysoký počet stran zastupujících malé zájmové skupiny vyžadoval vytvoření nestabilních koaličních vlád, zatímco největší strana, sociální demokraté, zůstávala mimo vládu a vždy se spokojila jen s předsedou parlamentu. Vztah sociálních demokratů k novému státu byl rozporuplný, neužívali na svých akcích státní vlajku, ani nezpívali státní hymnu. To vedlo nejprve k odštěpení centristické frakce a posléze k postupnému úpadku popularity socialistů – v posledním, čtvrtém parlamentu, již měli jen 21 mandátů. Komunisté byli zakázáni roku 1928, ale pod různými názvy kandidovali i později, ovšem s minimálními úspěchy. Klíčovou silou celé parlamentní éry tak byli agrárníci Kārlise Ulmanise. 15. února 1922 byla schválena lotyšská ústava. Roku 1922 byl též prvním prezidentem zvolen Jānis Čakste.
Během osvobozenecké války poskytlo Estonsko vojenskou pomoc Lotyšsku pod podmínkou, že budou splněny některé jeho územní požadavky. Estonské nároky se soustředily na okres Valka a na území v Ape, Veclaicene, Ipiķi a Lode. 22. března 1920, pod patronací britského plukovníka Stephena Talentse, se Estonsko a Lotyšsko dohodly na územním uspořádání. Lotyšsko si zachovalo Ainaži, ale ztratilo většinu města Valka. Později, 1. listopadu 1923, se Lotyšsko vzdalo i ostrova Ruhnu v Rižském zálivu, který obývali především Švédové. Územní spory byly i s Litvou. Lotyšsko navrhlo ponechat hranici staré Kurlandské gubernie s Litvou nezměněnu, Litevci však chtěli získat přístup k moři. Již v září 1919, během útoku proti Sovětům, obsadila litevská armáda velkou část obce Ilūkste a vyhrožovala, že obsadí i Daugavpils. Mezi koncem srpna a začátkem září 1920 lotyšská armáda Litevce z oblasti vytlačila. Kvůli konfliktu s Polskem se Litevci z těchto tahanic vojensky stáhli, ale po získání lotyšské nezávislosti otázku znovu otevřeli. 25. září 1920 se Lotyšsko a Litva dohodly na ustavení mezinárodního arbitrážního výboru vedeného Jamesem Youngem Simpsonem. V březnu 1921 dostala podle jeho rozhodnutí Litva přístavní město Palanga, vesnice Šventoji, části obce Rucava a železniční uzel Mažeikiai na železniční trati Rīga – Jelgava – Liepāja. Lotyšsko obdrželo město Aknīste a některá menší území v okresech Aknīste, Ukri a Bauska. Lotyšsko se vzdalo 283,3 km², zatímco získalo 290 km². Litevskými občany se tak stalo asi 16–20 000 etnických Lotyšů. Naopak hrozící územní konflikt s Polskem byl zažehnán hned v zárodku. V červenci 1919 sice Polsko oznámilo připojení všech zemí jižně od Daugavpils, ale během ruského útoku v červenci 1920 polské síly z této oblasti ustoupily a byla později obsazena lotyšskými vojáky. Kvůli konfliktu s Litvou chtělo mít Polsko po ukončení bojů dobré diplomatické vztahy s Lotyšskem a územní nároky tak již nevzneslo. Tato otázka byla definitivně vyřešena v únoru 1929, kdy byla podepsána lotyšsko-polská obchodní smlouva, která obsahovala tajnou dohodu o náhradách polským vlastníkům půdy za ztracené nemovitosti. Do roku 1937 tak Lotyšsko vyplatilo do Polska 5 milionů zlatých latů.
Hlavními cíli lotyšské zahraniční politiky, krom zabezpečení a uznání hranic, bylo zajištění míru se Sovětským Ruskem a Německem, získání mezinárodního uznání a vstup do Společnosti národů. To vše se podařilo, zejména díky úsilí Zigfrīds Anny Meierovicsové. Ne tak jednoznačné bylo spojenectví s Velkou Británií, o nějž Meierovicsová velmi usilovala. Úvahy o spojení Polska, Litvy, Lotyšska, Estonska a Finska do jednoho státu definitivně padly roku 1922. Poté se Lotyšsko soustředilo na pobaltskou spolupráci. 1. listopadu 1923 Lotyšsko a Estonsko podepsaly vojenskou alianci, po níž následovaly obchodní dohody.
Nový stát uzavřel konkordát s Vatikánem (díky němu některé pravoslavné kostely byly předány katolíkům) a přijal pozemkovou reformu, jejímž cílem bylo rozdělit půdu německých šlechticů mezi drobné lotyšské zemědělce. A tak zatímco v roce 1897 bylo 61,2 % venkovského obyvatelstva bez půdy, v roce 1936 to bylo již jen 18 %. Němečtí šlechtici si mohli ponechat jen 50 hektarů na osobu. Mnoho z nich odešlo s trpkostí do Německa. Noví vlastníci půdy (tzv. Jaunsaimnieki) se stali poté stabilní voličskou oporou Ulmanisových agrárníků (v Československu nebyla situace příliš jiná). Průmysl se obnovoval složitěji a byl silně exportní. Roku 1927 byla podepsána obchodní dohoda se Sovětským svazem. Většina vývozu ale mířila do Německa (35,6 %) a Británie (20,8 %). Světová hospodářská krize dopadla na zemi roku 1930 silně, nezaměstnanost kulminovala v roce 1932. Hospodářské oživení začalo v roce 1933, když se prudce zvýšila výroba, přibližně o 30 %. Krize nicméně zasáhla politickou sféru a přiměla Kārlise Ulmanise k zavedení diktatury.

## Ulmanisova diktatura (1934–1940)

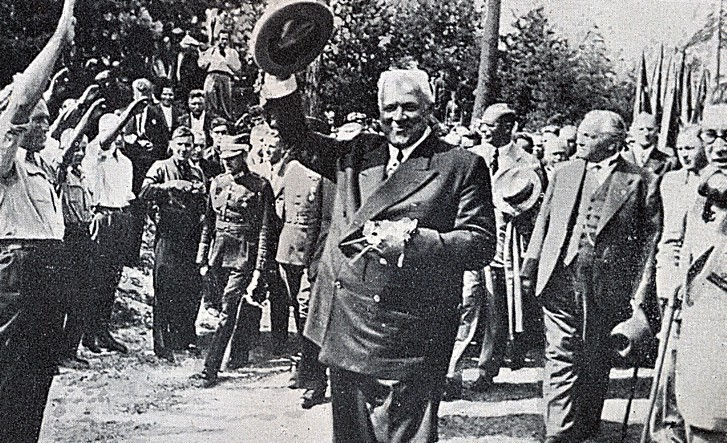
První lotyšský premiér a pozdější prezident Kārlis Ulmanis

Roku 1934 Ulmanis provedl státní převrat, s podporou generála Jānise Balodise, hrdiny osvobozenecké války. Rozpustil parlament, armáda a Národní garda (Aizsargi) obsadily vládní budovy a klíčové komunikace, řada politiků byla protiprávně uvězněna. Ulmanis rozpustil všechny politické strany, včetně své vlastní, agrární, vypustil z ústavy paragrafy přiznávající občanská práva a ustavil autoritářský režim. Roku 1936 si k funkci premiéra přibral i funkci prezidenta.
Jedním ze zdůvodnění převratu bylo, že je třeba zabránit nástupu fašistického hnutí Pērkonkrusts a provokacím baltských Němců, kteří stále více sympatizovali s německým nacismem (podobná situace byla v Estonsku). Hlavní obětí represí byli ovšem sociální demokraté. V koncentračním táboře v Liepāje bylo internováno 95 členů Pērkonkrusts a vedle toho 369 sociálních demokratů.
Následovalo též masivní zestátňování, které mělo však význam spíše nacionalistický než socialistický – pod heslem „Lotyšsko Lotyšům“ Ulmanis vyvlastňoval především podniky etnických menšin – Němců, Rusů, Židů a Litevců. Tento proces ovšem neprovázely násilné excesy. V mnoha odvětvích vznikly státní monopoly. Poté, co západní země opustily zlatý standard, lotyšský lat byl v září 1936 navázán na britskou libru. Následná devalvace silně posílila lotyšský vývoz, zejména zemědělských výrobků. Do roku 1939 bylo Lotyšsko nejbohatší z pobaltských zemí – národní důchod na obyvatele byl vyšší než ve Finsku či Rakousku.
Poté, co Mnichovská dohoda prokázala selhání systému kolektivní bezpečnosti, Lotyšsko 13. prosince 1938 vyhlásilo absolutní neutralitu. 7. června 1939 podepsaly Lotyšsko a Německo smlouvu o neútočení. Začátek druhé světové války (1. září 1939) nicméně Lotyšsko odřízl od velmi důležitého britského trhu. Ulmanis reagoval Smlouvou o sovětsko-lotyšské vzájemné pomoci z 5. října 1939 a obchodní lotyšsko-sovětskou smlouvou 18. října 1939. Lotyšsko nově vyváželo své potraviny do SSSR a na oplátku dostávalo ropu. 15. prosince 1939 byla podepsána nová obchodní dohoda i s nacistickým Německem.
Touto taktikou „trochu nacisté, trochu Sověti“ však Ulmanis svou zemi před lačnými sousedy neubránil. V červnu 1940 Sovětský svaz provedl do Lotyšska vojenskou invazi. Ulmanis vyzval Lotyše, aby nekladli sovětským vojskům odpor. V rozhlasovém projevu pronesl v Lotyšsku dnes proslulou větu: „Já zůstanu na svém místě, vy zůstaňte na svých.“ Na svém místě ale dlouho nezůstal. 21. července 1940 ho Sověti přinutili rezignovat.

## Druhá světová válka

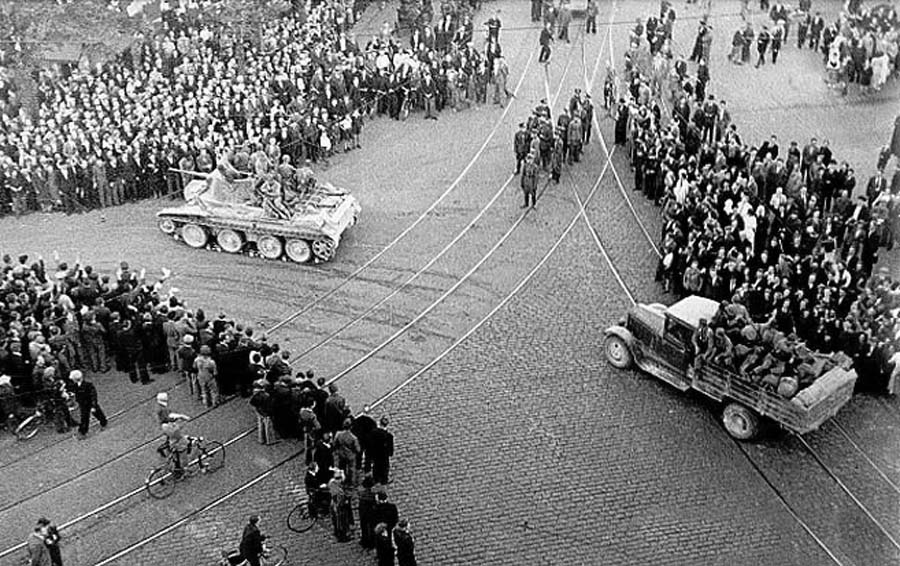
Sovětská armáda vstupuje roku 1940 do Rigy

Sovětský svaz si pojistil své zájmy v Pobaltí podpisem smlouvy Molotov–Ribbentrop s nacistickým Německem 23. srpna 1939. Od té doby byla sovětská invaze předvídatelná. Nezabránilo jí ani dobrovolné umístění 25 000 sovětských vojáků na lotyšském území. Součástí smlouvy Molotov–Ribbentrop byla i repatriace pobaltských Němců, která začala na podzim 1939.
Po sovětské invazi bylo Lotyšsko prohlášeno za socialistickou sovětskou republiku a 5. srpna 1940 bylo začleněno do Sovětského svazu.
Na jaře 1941 začala sovětská ústřední vláda plánovat masovou deportaci „protisovětských živlů“ z okupovaných pobaltských států. Úkolem byl pověřen generál Ivan Serov, náměstek lidového komisaře veřejné bezpečnosti Sovětského svazu. V noci z 13. na 14. června 1941 bylo 15 424 obyvatel Lotyšska – z toho 1 771 Židů a 742 etnických Rusů – deportováno do koncentračních táborů, většinou na Sibiři. V prvním roce sovětské okupace bylo takto deportováno 35 000 lidí (z celého Pobaltí pak 131 500).
Dalším deportacím, patrně až několika set tisíc lidí, zabránila až nacistická invaze. Německé jednotky vstoupily 1. července 1941 do Rigy. Vzápětí započaly masakry Židů a Romů. Zločinů se dopustily jednotky Einsatzgruppe A a Wehrmachtu, ale i lotyšští nacisté z Arajs Commanda (které samo zavraždilo asi 26 000 Židů). Koncem roku 1941 bylo židovské obyvatelstvo vybito nebo umístěno do koncentračních táborů. Kromě toho bylo z Německa, Rakouska a Česka přivezeno přibližně 25 000 Židů, z nichž asi 20 000 bylo zabito. Holocaust v Lotyšsku má na svém kontě asi 85 000 životů.
V letech 1943 a 1944 byly z lotyšských branců a dobrovolníků vytvořeny dvě divize Waffen-SS, které měly pomoci Německu proti Rudé armádě. Na druhé straně velké množství Lotyšů se německé okupaci postavilo. Hnutí odporu bylo rozděleno na jednotky pod lotyšskou ústřední radou a prosovětské jednotky. Jejich lotyšským velitelem byl Arturs Sproģis.
V roce 1944 vstoupila na lotyšské území postupující sovětská armáda (tzv. Baltická operace). Na území Lotyšska došlo k těžkým bojům, které skončily německou porážkou. Rigu Rudá armáda dobyla 13. října 1944, bojovalo se ale až do konce války. Přítomnost Sovětů přiměla národně orientovanou část odbojového hnutí k boji proti novému nepříteli – Sovětský svaz vnímali jako nového okupanta. Asi 160 000 Lotyšů navíc uprchlo do Německa a Švédska, aby se vyhnulo odvodu do sovětské armády.
Poválečná situace Sovětům nicméně silně nahrávala. Jejich nárok na Pobaltí ostatní velmoci uznaly a Lotyšsko bylo znovu začleněno do Sovětského svazu.

## Sovětská nadvláda

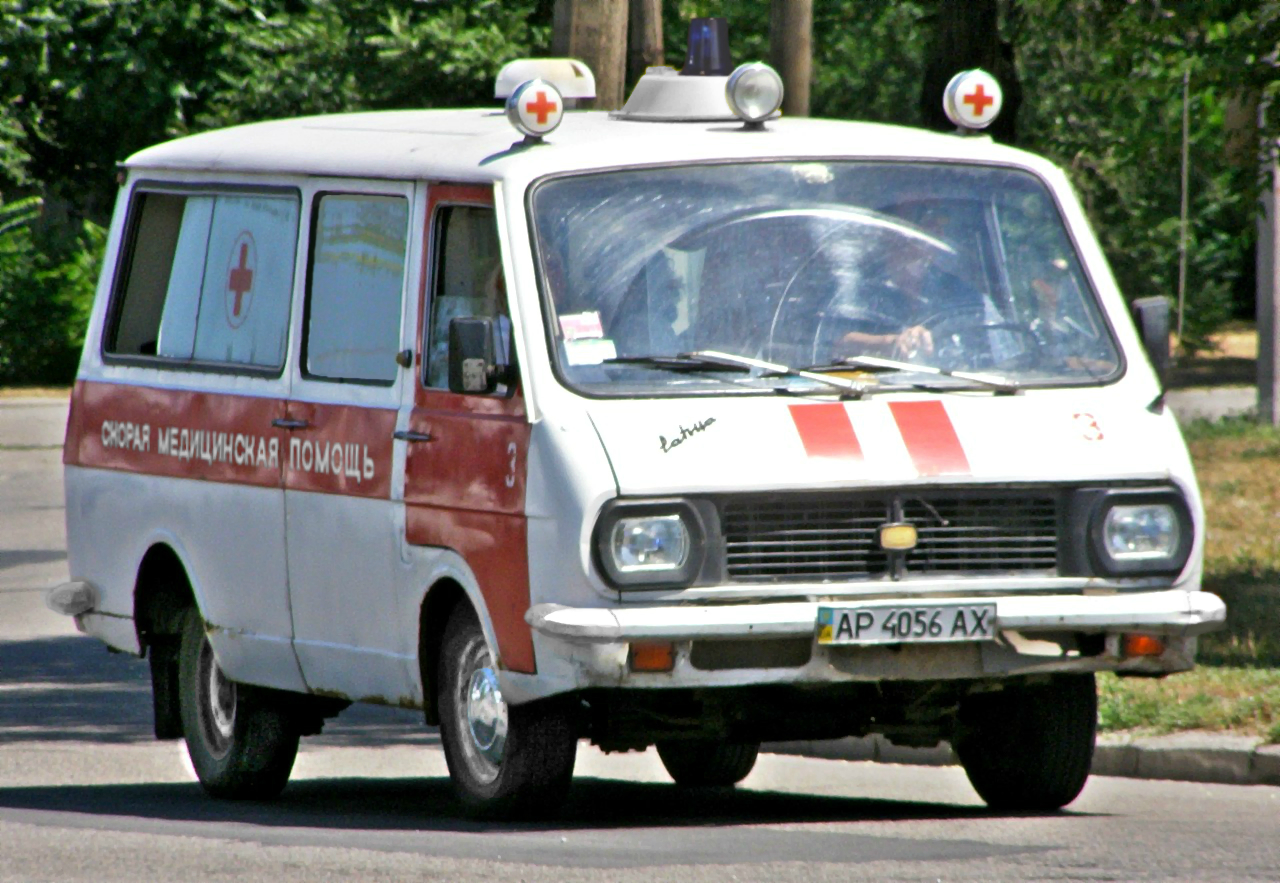
Dodávka RAF

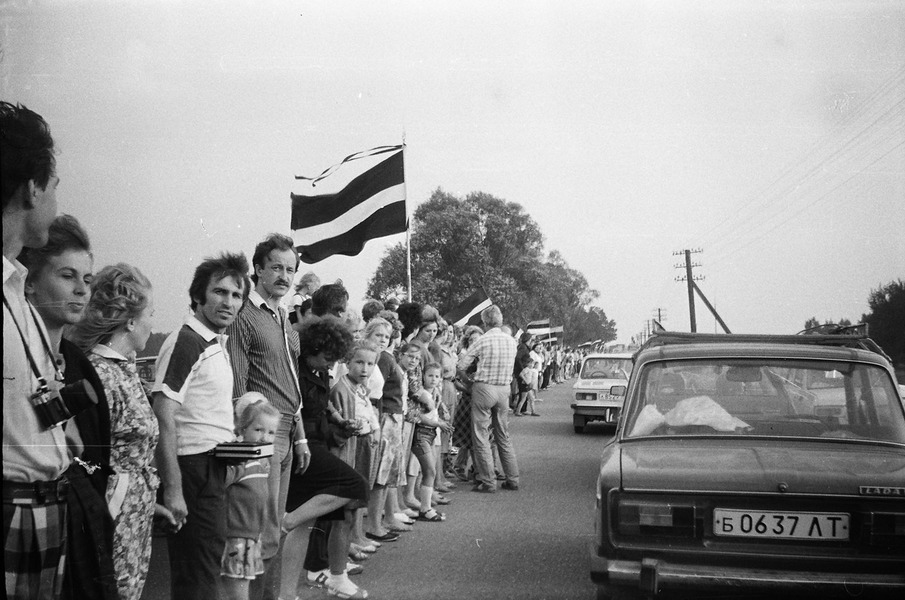
Baltský řetěz

První roky sovětské nadvlády byly pro Lotyše obzvláště kruté. 25. března 1949 bylo 43 000 venkovských obyvatel („kulaků“) a lotyšských vlastenců („nacionalistů“) deportováno na Sibiř v rámci rozsáhlé represivní operace Priboi, která probíhala ve všech třech pobaltských státech. Celkem bylo v sovětských koncentračních táborech uvězněno 120 000 lotyšských obyvatel. Některým se podařilo uniknout zatčení a připojili se k protikomunistickým partyzánům (tzv. Lesní bratři).
Venkovské oblasti byly nuceně kolektivizovány. Došlo k masivní a státem řízené migraci Rusů do Lotyšska. Byl zahájen rozsáhlý program k zavedení dvojjazyčnosti, který omezoval používání lotyšského jazyka na úkor ruštiny. Všechny menšinové školy (židovské, polské, běloruské, estonské, litevské) byly uzavřeny a ve školách zůstaly pouze dva jazyky – lotyšský a ruský.
Po Stalinově smrti roku 1953 se skupina tzv. národních komunistů vedená Eduardsem Berklavsem pokusila nové vedení SSSR přimět k získání vyššího stupně autonomie pro Lotyšsko a ochraně lotyšského jazyka, jehož pozice se rychle zhoršovala. Nebyli úspěšní. V roce 1959 po Chruščovově návštěvě Lotyšska byli tzv. národní komunisté zbaveni svých funkcí a Berklavs musel Lotyšsko opustit. Rusifikace naopak ještě zesílila. Jen v roce 1959 přišlo zhruba 400 000 osob a poměr lotyšského etnika v Lotyšsku klesl na 62 % (předválečný podíl byl asi 77 procent). Cílem těchto opatření však nebylo jen odnárodnění. Důvody byly i ekonomické. Protože Lotyšsko udrželo dobře rozvinutou infrastrukturu a mělo vzdělané odborníky, bylo v Moskvě rozhodnuto, že některé z nejpokročilejších výrobních závodů Sovětského svazu budou sídlit v Lotyšsku. (Patřil k nim například strojírenský závod RAF – Rīgas Autobusu Fabrika – v Jelgavě, který vyráběl známé automobilové dodávky a minibusy). Těmto továrnám však chyběla pracovní síla. V roce 1989 tvořili etničtí Lotyši v Lotyšsku již jen asi 52 % populace. (Nezávislost po roce 1991 situaci mírně vylepšila a podíl se zvedl na 60 %).

## Obnovení nezávislosti
Liberalizaci komunistického režimu v polovině 80. let, kterou řídil Michail Gorbačov, Lotyši nadšeně využili k pozvolné obnově politického a občanského života. Ještě v časech perestrojky bylo založeno několik organizací, které se staly zárodkem politických stran – Lidová fronta Lotyšska (Tautas Fronte), Lotyšské hnutí za národní nezávislost (Latvijas Nacionālās Neatkarības Kustība) a Občanský kongres (Pilsoņu kongress). Tyto skupiny začaly pozvolna mluvit o obnovení národní nezávislosti.
K 50. výročí paktu Molotov–Ribbentrop (23. srpna 1989) uspořádaly tyto organizace (spolu s podobnými v Litvě a Estonsku) slavnou akci – lidský řetěz, který se táhl 600 kilometrů, od Tallinnu, přes Rigu až do Vilniusu. Nenásilná akce zvaná Baltský řetěz měla obrovský náboj. Lotyši dobře chápali, co taková akce znamená právě v takový den. Sérii podobných akcí, k nimž často docházelo na hudebních festivalech v celém Pobaltí, se někdy říká Zpívající revoluce.
Kroky k zisku plné nezávislosti byly zahájeny 4. května 1990. Lotyšská nejvyšší rada SSR, zvolená v prvních demokratických volbách od 30. let, přijala prohlášení o obnovení nezávislosti, byť počítalo s přechodným obdobím. V lednu 1991 se konzervativní komunistické síly pokusily obnovit sovětskou moc s použitím násilí. Lotyšským demonstrantům se však podařilo zabránit sovětským armádním jednotkám v opětovném obsazení strategických pozic. Sovětská moc byla zcela zdiskreditována a v rozkladu. 21. srpna 1991 (do jisté míry v reakci na neúspěšný pokus o převrat v Moskvě) parlament odhlasoval ukončení přechodného období, čímž obnovil lotyšskou předválečnou nezávislost. 6. září 1991 byla lotyšská nezávislost uznána Sovětským svazem.

## Od roku 1991
Brzy po obnovení nezávislosti se Lotyšsko, které bylo před druhou světovou válkou členem Společnosti národů, stalo členem Organizace spojených národů (přijetí 17. září 1991). V roce 1992 se Lotyšsko stalo způsobilým pro Mezinárodní měnový fond a v roce 1994 se kromě podpisu dohody o volném obchodu s Evropskou unií zúčastnilo programu NATO Partnerství pro mír. Lotyšsko se stalo kandidátem na členství v Evropské unii a NATO. Bylo první ze tří pobaltských zemí, které byly přijaty do Světové obchodní organizace. Koncem roku 1999 v Helsinkách šéfové vlád Evropské unie pozvali Lotyšsko, aby zahájilo jednání o přistoupení k Evropské unii. Pro členství v EU hlasovalo v září 2003 v referendu s účastí 72,5 % přibližně 67 % lotyšských voličů.
Nejdůležitější zahraničněpolitické cíle Lotyšska, členství v Evropské unii a NATO, byly splněny v roce 2004: 2. dubna se Lotyšsko stalo členem NATO a 1. května se spolu s dalšími dvěma pobaltskými státy stalo členem Evropské unie. Schengenskou dohodu Lotyšsko podepsalo 16. dubna 2003, její provádění zahájilo 21. prosince 2007.
V listopadu 2013 se zřítila střecha nákupního centra v Rize, což způsobilo nejhorší katastrofu Lotyšska po vyhlášení nezávislosti (zahynulo 54 nakupujících a záchranářů).
Dne 1. ledna 2014 vstoupilo Lotyšsko do eurozóny a stalo se členem skupiny států EU, které jako svou měnu používají euro.
V květnu 2023 parlament zvolil prezidentem Lotyšska Edgarse Rinkēvičse, který se stal první hlavou státu pobaltských států, hlásící se otevřeně ke své homosexualitě.